# Ketapangia leucochorda
Ketapangia leucochorda là một loài bướm đêm thuộc họ Gracillariidae. Loài này có ở Ấn Độ (Karnataka, Maharashtra), Nhật Bản (Ogasawara Islands) và Kiribati (the Gilbert Islands).
Sải cánh dài 7.1-8.2 mm.
Ấu trùng ăn Terminalia catappa và Terminalia chebula. Chúng ăn lá nơi chúng làm tổ.